# Стефан Мирев
Стефан Неделчев Мирев е български политик и юрист от ГЕРБ. Народен представител от ГЕРБ в XLV, XLVI, XLVII и XLVIII народно събрание.

## Биография
Стефан Мирев е роден на 6 септември 1985 г. в град Панагюрище, Народна република България. Завършва специалност „Право“ в Пловдивския университет „Паисий Хилендарски“. Работил е като юрисконсулт в Дирекция „Социално подпомагане“ – Панагюрище и Държавни горски стопанства „Пазарджик“ и „Панагюрище“. Става президент на „Ротаракт“ – Панагюрище, както и секретар на Общинско пчеларско дружество „Акация“ – Панагюрище.
През 2014 г. е назначен за заместник областен управител на област Пазарджик, с ресори: земеделие и гори, транспортни схеми и безопасност на движението, опазване на околната среда, законосъобразност на актовете на общинските съвети и кметове на общини, превенция и противодействие на корупцията. С решение на Министерския съвет от 10 май 2017 г. е назначен за областен управител на област Пазарджик.